# Hardegg (Gemeinde Liebenfels)
Hardegg ist eine Ortschaft in der Gemeinde Liebenfels im Bezirk Sankt Veit an der Glan in Kärnten (Österreich). Die Ortschaft hat 7 Einwohner (Stand 1. Jänner 2024). Sie liegt zur Gänze auf dem Gebiet der Katastralgemeinde Hardegg.

## Lage
Die Ortschaft liegt im äußersten Südwesten des Bezirks Sankt Veit an der Glan, auf einem großteils bewaldeten Hügel. Abgesehen von den Resten der Burgruine Hardegg gehören zur Ortschaft drei Häuser: eines befindet sich nahe der Burgruine Hardegg, die beiden anderen sind etwa 600 bzw. etwa 900 Meter südwestlich davon auf den südlichen Abhängen des Hügels.

## Geschichte
Der Ortsname wird 1134 als Hardeche (bedeutet: Eck am Walt) in Verbindung mit den Herren der romanischen Burg Hardegg urkundlich erwähnt. Die Burg verfällt seit dem 17. Jahrhundert.
In der ersten Hälfte des 19. Jahrhunderts gehörte der Ort als Teil der Steuergemeinde Hardegg zum Steuerbezirk Hardegg. Bei Gründung der Ortsgemeinden im Zuge der Reformen nach der Revolution 1848/49 kam Hardegg an die Gemeinde Hardegg. 1958 kam der Ort an die Gemeinde Liebenfels, die damals durch die Fusion der Gemeinden Liemberg, Hardegg und Pulst entstand.

## Bevölkerungsentwicklung
Für die Ortschaft zählte man folgende Einwohnerzahlen:
- 1869: 3 Häuser, 21 Einwohner[4]
- 1880: 4 Häuser, 16 Einwohner[5]
- 1890: 3 Häuser, 13 Einwohner[6]
- 1900: 3 Häuser, 13 Einwohner[7]
- 1910: 2 Häuser, 10 Einwohner[8]
- 1923: 2 Häuser, 14 Einwohner[9]
- 1934: 10 Einwohner[10]
- 1961: 1 Haus, 8 Einwohner[11]
- 2001: 3 Gebäude (davon 2 mit Hauptwohnsitz) mit 3 Wohnungen; 6 Einwohner und 0 Nebenwohnsitzfälle; 2 Haushalte; 2 land- und forstwirtschaftliche Betriebe[12]
- 2011: 3 Gebäude, 6 Einwohner, 3 Haushalte, 0 Arbeitsstätten[13]
- 2021: 4 Gebäude, 6 Einwohner, 3 Haushalte, 0 Arbeitsstätten[14]